# Grüner Ring

Logo des Frankfurter Grüngürtels

Unter Grüner Ring, Radelring und ähnlichen Bezeichnungen wurden in mehreren deutschen Großstädten Wegweisungen erstellt und teilweise auch neue Wegeverbindungen gebaut, um den Nahtourismus mit dem Fahrrad und teilweise auch zu Fuß zu fördern. Nahtourismus bedeutet allerdings nicht, dass diese Grünen Ringe unbedingt darauf angelegt wären, eine Großstadt in einem Tag zu umrunden. Aufgrund der Ausdehnung heutiger Großstädte haben die einzelnen Ringwegweisungen nämlich Längen, die über eine Tagesfahrt hinausgehen.
Beispiele:
- der Grüne Ring Hannover, 1998 eingeweiht und entstanden im Rahmen der Expo 2000
- der Grüne Ring der Region Bremen des Kommunalverbunds Niedersachsen/Bremen e.V.", eingeweiht 2003, Stadtrandweg 170 km, äußere Ringe  noch länger[1][2],
- der  „Grüner Ring um Mülheim an der Ruhr“, ein Fuß- und Radweg von der MüGa über den Fossilienweg, das Walzenwehr und die Dohneinsel durch den Innenstadtpark „Ruhranlage“ zur Ruhrpromenade, mit zwei Ruhrüberquerungen
- der Frankfurter Grüngürtel, 1991 als Größe der Raumordnung gegründet, 75 km Radrundweg seit 1997
- der RadlRing München, 170 km[3]
- der Radelring Stuttgart, Länge über 100 km, „anspruchsvolles“ Höhenprofil[4]
- der Leipziger (Fahrrad-)Außenring, Teil der Fahrradförderung durch den Grünen Ring Leipzig, das ökologische Koordinationsgremium der Stadt Leipzig und ihrer Umlandgemeinden
- der Berliner Mauerradweg, als Idee einer der älteren (1990, bald nach dem Mauerfall), fertiggestellt und eingeweiht aber erst 2006[5]
- Grüne Ringe in Hamburg: der erste Grüne Ring entspricht dem Wallring um Altstadt und Neustadt, der zweite verbindet wesentliche Grünanlagen in den äußeren Stadtteilen miteinander, beispielsweise den Friedhof Ohlsdorf und den  Altonaer Volkspark und ist als Freizeitroute 11 ausgeschildert
- die beschilderten Fahrradrouten durch die aus weiträumigen Festungsringen entstandenen Kölner Grüngürtel, ohne speziellen Namen, Teil des Radverkehrsnetzes NRW.
- Grünring (Gartenstadt Marga), Brieske, Senftenberg, Brandenburg
- der Grüne Ring in Zittau, auch „Zittauer Stadtring“, alte geschleifte Stadtbefestigung, heute Parkanlage